# Ibach-Haus (Düsseldorf)

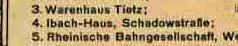
Ibach-Haus, Schadowstraße (Düsseldorfer Adressbuch)

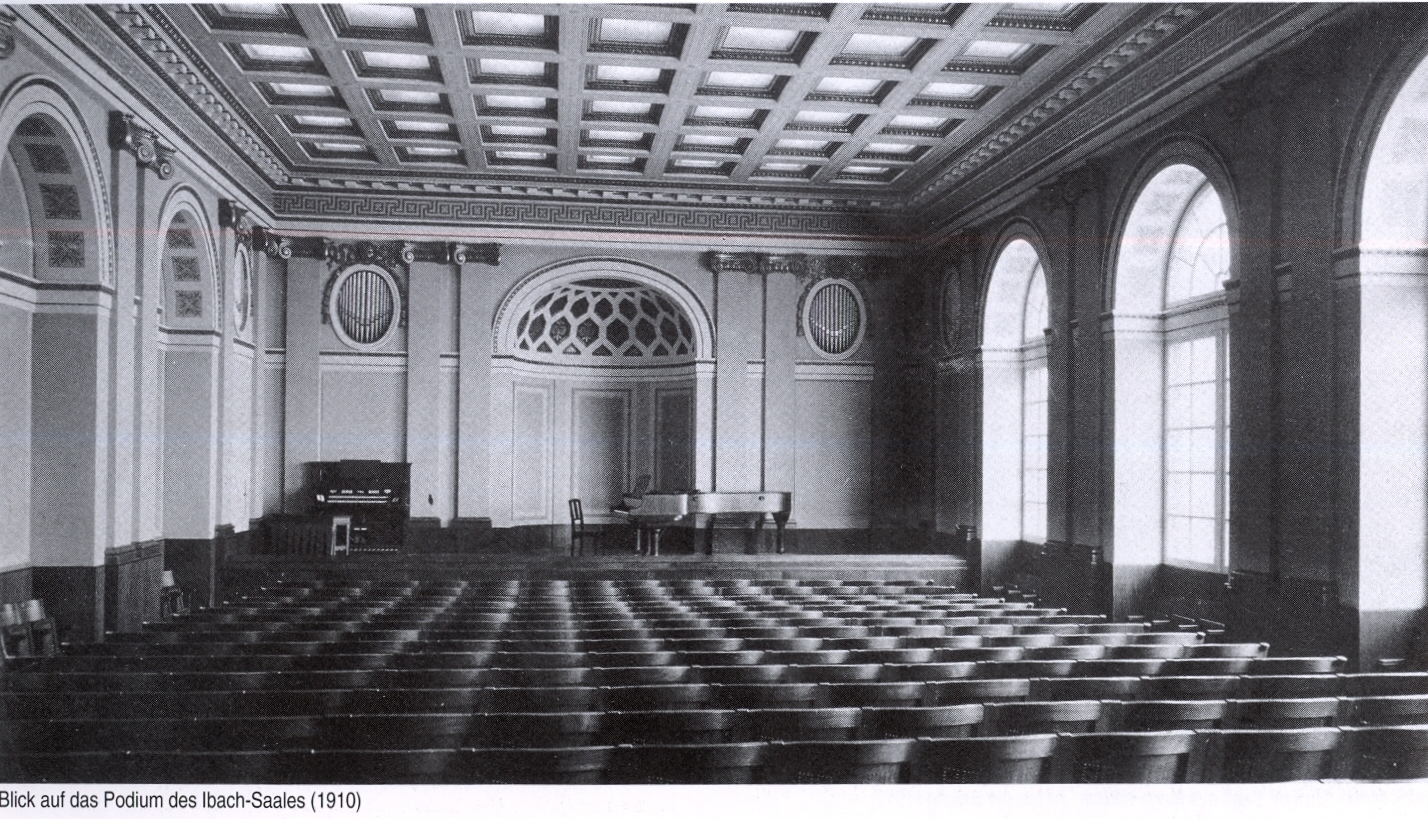
Ibach-Saal, Blick auf Podium, entworfen von Architekt Richard Hultsch

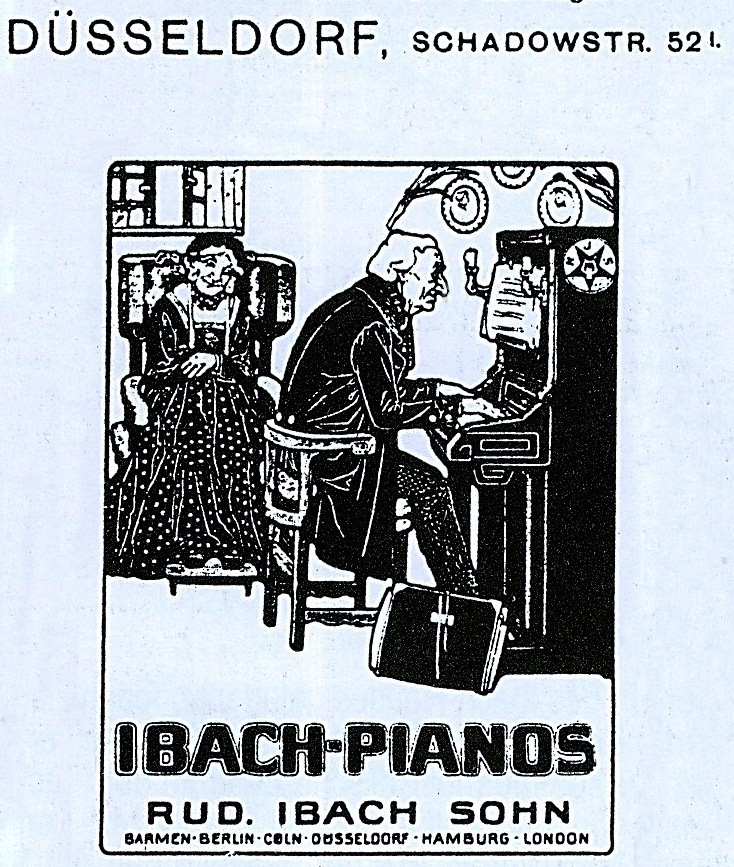
„Düsseldorf, Schadowstr. 52^{I.}, IBACH-PIANOS Rud. Ibach Sohn, Berlin – Köln – Düsseldorf – Hamburg – London“

Das Ibach-Haus an der Schadowstraße 52 Ecke Bleichstraße 23 in Düsseldorf wurde von Alois Ludwig, einem Vertreter des Jugendstils der Wiener Secession, zusammen mit Gottfried Wehling im Jahre 1900 erbaut. Bemerkenswert war die Jugendstilarchitektur des Hauses, wie an der besonderen Form- und Farbgebung sowie dem Baumaterial (Glas) des Gebäudes zu erkennen ist. 1906 wurde das Gebäude von Constans Heinersdorff als Rudolf Ibach Sohn („weltälteste Klaviermanufaktur“) erworben. Dieser ließ 1909 nach Plänen des Architekten Richard Hultsch den „legendären Kammermusiksaal“, den sogenannten Ibach-Saal, erbauen, der „das kammermusikalische Zentrum der Stadt“ wurde. Das Ibach-Haus war ebenfalls der Versammlungs- und Aufführungsort der Mozart-Gemeinde, des Immermannbundes, des Bachvereins und der Gesellschaft der Musikfreunde. So wurde noch in den Jahren 1930 und 1937 im Düsseldorfer Adressbuch das Haus als Zentrum einer Musikgesellschaft geführt: „Gesellschaft der Musikfreunde e. V. Geschäftsstelle Ibach-Haus, Schadowstraße 52“. Vor 1926 wurde das Gebäude durch den Düsseldorfer Architekten Willy Krüger durchgreifend umgebaut. Ab 1938 gehörte das Ibach-Haus der Firma Michael Triltsch, der Firma einer aus Würzburg stammenden Drucker- und Verleger-Familie. Bei den Luftangriffen im Juni 1943 wurde der „Kulturmittelpunkt ‚Ibach-Haus‘ in Düsseldorf“ zerstört.

## Geschichte

### Thomas Lantin – Fotografie
Das Gebäude wurde von Alois Ludwig, einem Vertreter des Jugendstils der Wiener Secession, zusammen mit Gottfried Wehling im Jahre 1900 für den Fotografen Thomas Lantin auf dem Eckgrundstück Schadowstraße/Bleichstraße erbaut. Bemerkenswert waren dabei die besondere Form- und Farbgebung sowie das Material zur Verkleidung der Fassade, wie Glas – mit dem „bemerkenswerten Versuch, Glasflächen zur Verkleidung von Mauerkörpern an den Aussenfronten zu verwenden. Bei eleganter moderner Formengebung spricht die durch reichere Farbenwirkung künstlerisch belebte Farbenwirkung Aussenerscheinung prächtig an.“.
Das Eckhaus bestach auch durch die Ecklösung, die zugleich einen praktischen Zweck erfüllte: „Der die interessante Ecklösung krönende figürliche Abschluss weist auf den Geschäftsbetrieb des Eigentümers“.
Die Baukosten betrugen 225.000 Mark, 532 Mark pro Quadratmeter bzw. 28 Mark pro Kubikmeter umbauten Raumes.

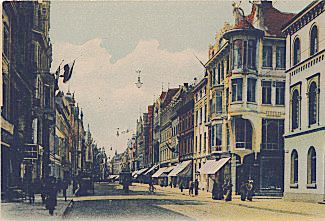
Schadowstraße, mit Ibach-Haus (Eckhaus rechts)
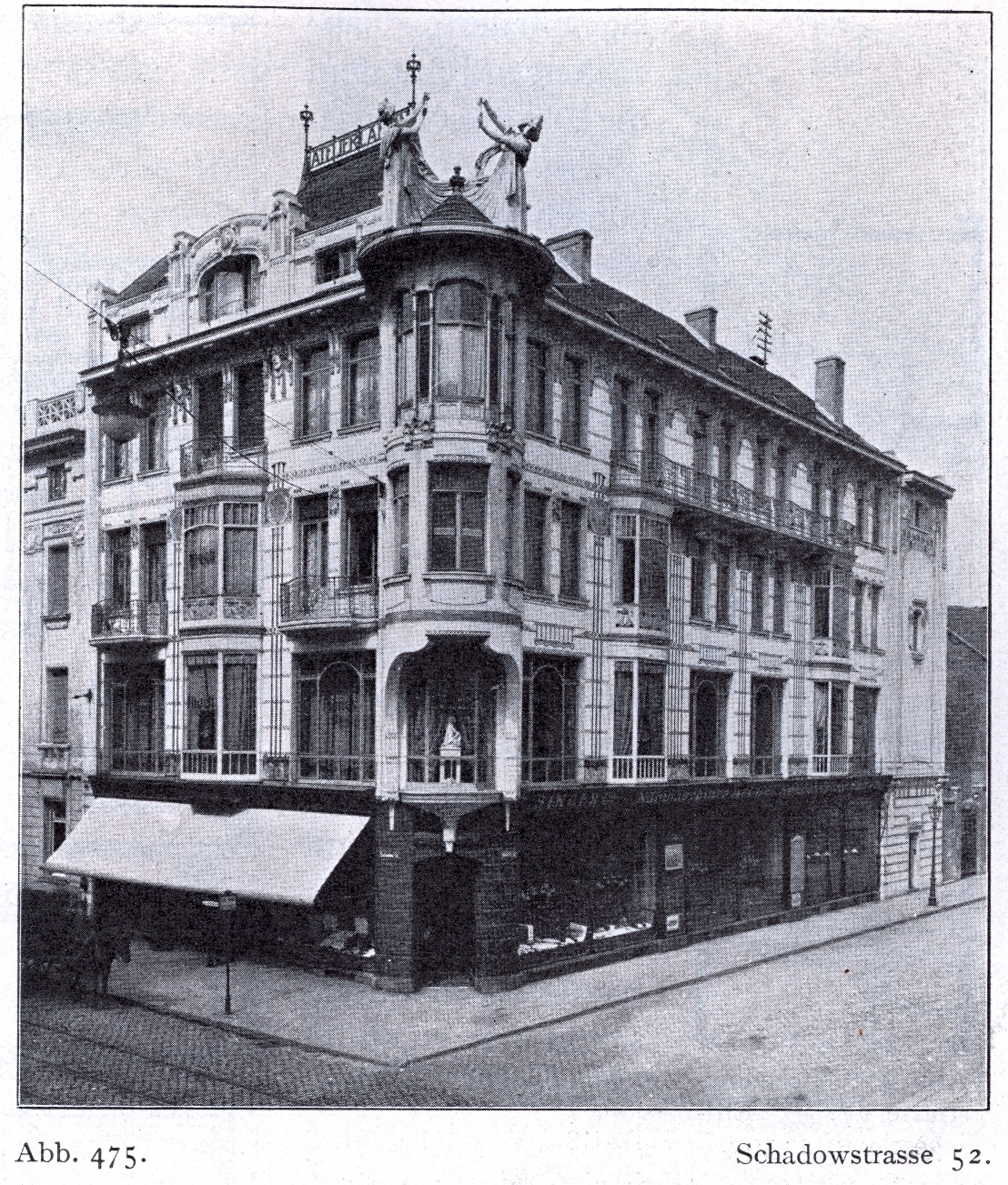
Ibach-Haus, Ansicht
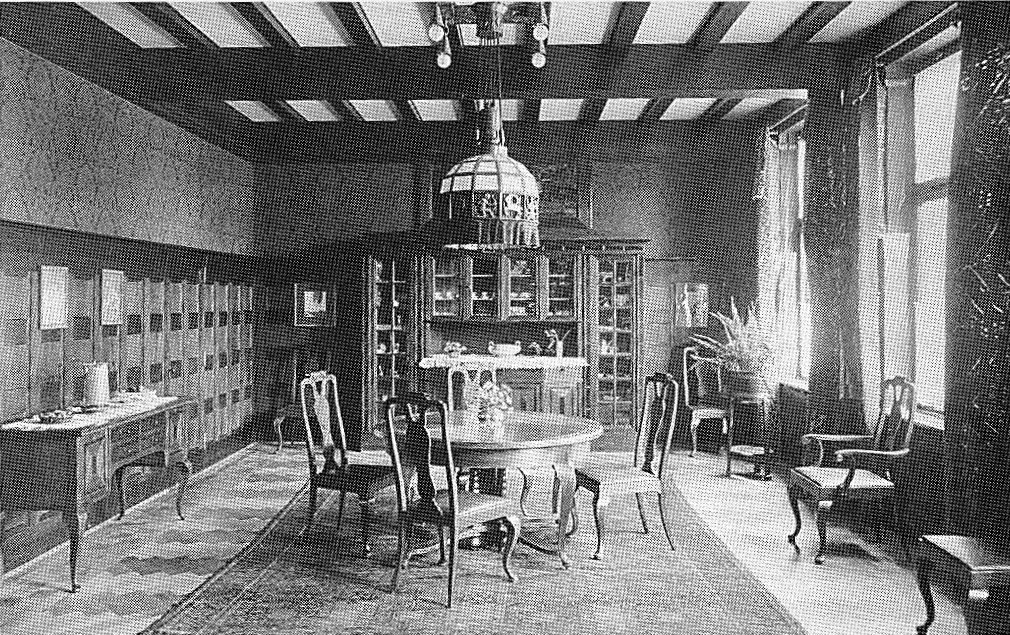
Esszimmer
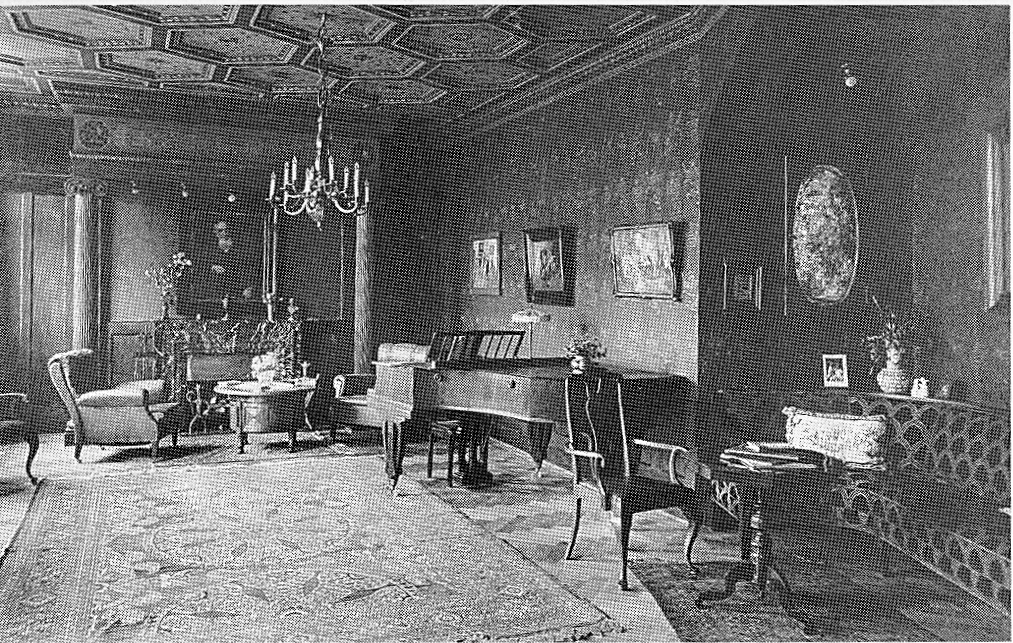
Musikzimmer
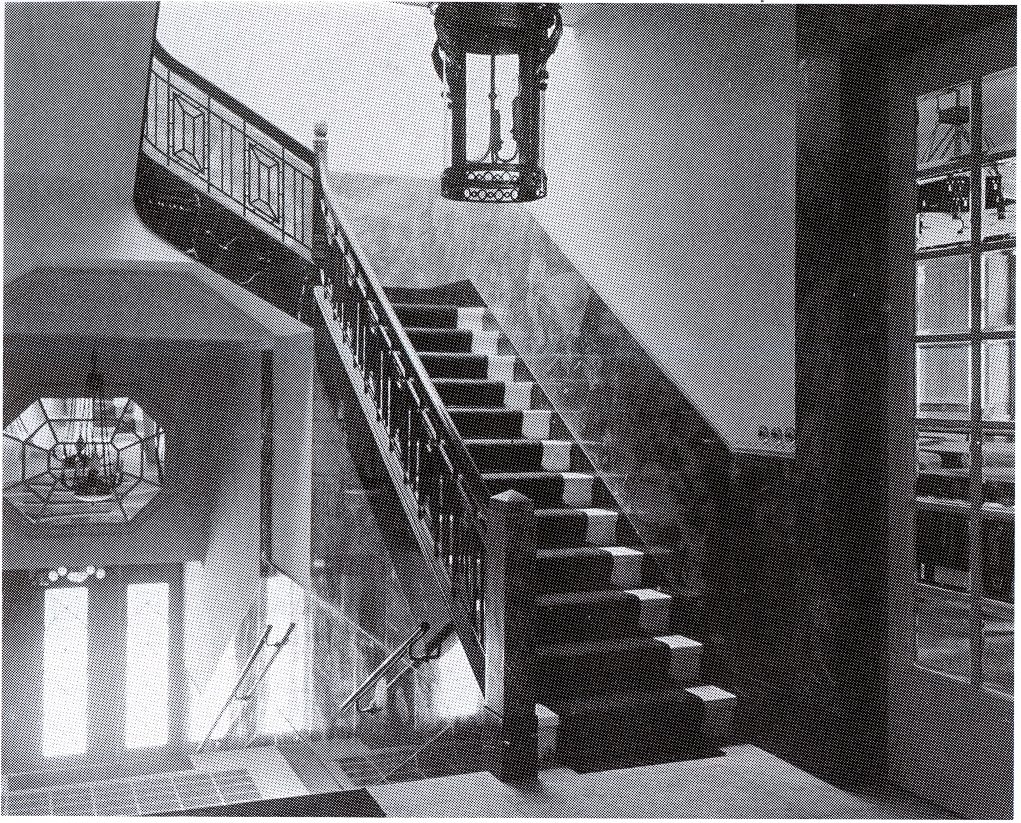
Treppenhaus

### Lessler – anglo-deutsche Pension
Das Haus war auch für die Beziehungen zu England bekannt, so wurde im Ibachhaus auch eine Pension geführt – „Pension Lessler, Ibachhaus, Schadowstraße 52. Vornehme anglo-deutsche Pension. Auf Wunsch Unterricht im Hause. Beste Referenzen.“

### C. Heinersdorff – Rud. Ibach Sohn: weltälteste Klaviermanufaktur

#### Geschichte

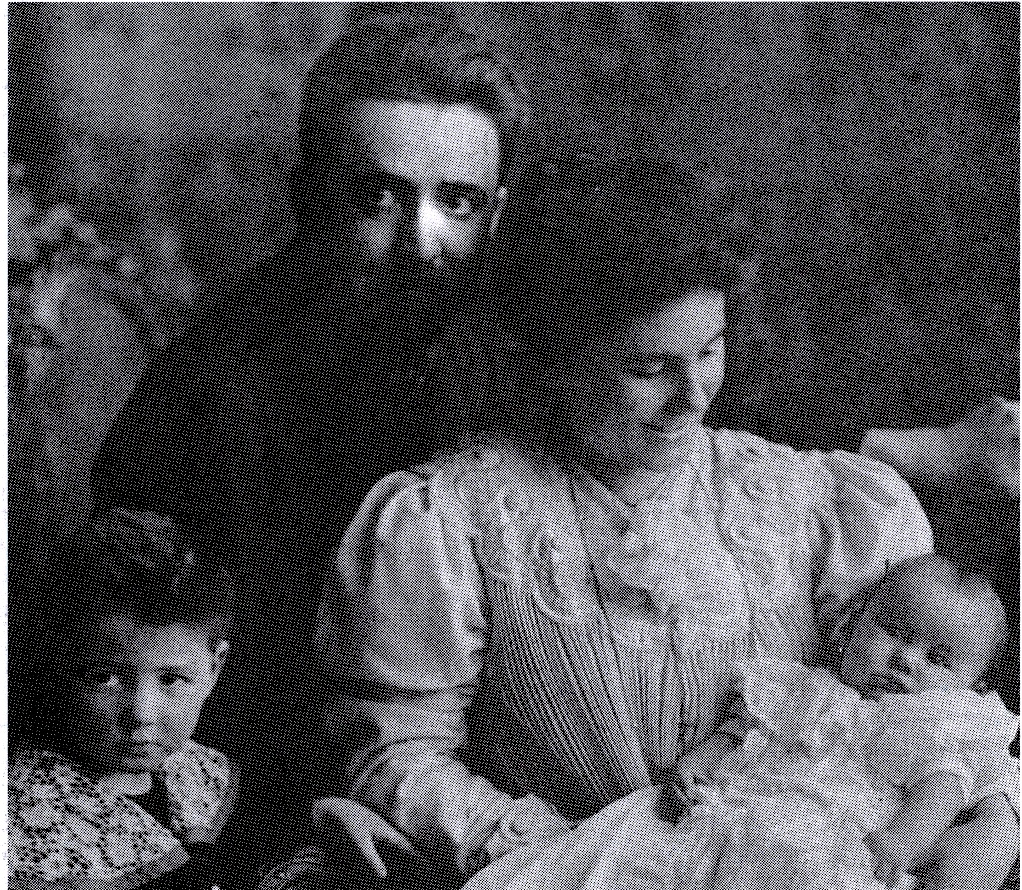
Constans Heinersdorff mit seiner Frau Mirette, geb. Longo und Söhnen Manfred (* 1903) und Ulrich (* 1905)

Im Jahre 1900 wurde Constans Heinersdorff (* 15. Februar 1874, † März 1935), Bankkaufmann, Teilhaber eines Klaviergeschäfts, das er und Rudolf Ibach gegründet hatten und das als „weltältesten Klaviermanufaktur“ bekannt wurde. 1906 wurde für das Geschäft das Gebäude in der Düsseldorfer Schadowstraße 52 gekauft. Unter dem Namen „Königliche Hofpianofortefabrik Rudolf Ibach Sohn“, Hofpianofabrikant, eröffnete Heinersdorff als „Rudolf Ibach Sohn“ das Klaviergeschäft in dem erworbenen Gebäude, das seitdem „Ibach-Haus“ genannt wurde. Heinersdorff „legte zusammen mit der Klavierbauerdynastie Ibach den Grundstein für Düsseldorfs legendären Kammermusiksaal“, den sogenannten Ibach-Saal.
Heinersdorff, ältester aktiver Offizier einer Fliegerstaffel eines Geschwaders, hatte Mirette Longo geheiratet, die am Mailänder Konservatorium bei Appiani als Pianistin ausgebildet wurde. Er hatte mit ihr fünf Kinder. Zwei Gedenkartikel, die zu seinem 85. Geburtstag in den Düsseldorfer Zeitungen erschienen, beschreiben Heinersdorffs Leben und Wirken und seinen Einfluss auf die Düsseldorfer Kultur:

„Heinersdorff […] errichtete in dem […] Ibach-Haus eines der größten Unternehmen der Klavierbranche, das sich unter vielen kulturellen Einrichtungen […] durch die Einbeziehung des in ganz Deutschland bekannten Ibach-Saales und einer namhaften noch heute bestehenden Konzertdirektion zu einem Musikzentrum der Stadt entwickelte. Künstler von Ruf und Rang […] gingen hier ein und aus […] Ibach-Haus mit Ibach-Saal [waren] lange Jahre Mittel- und Brennpunkt des musikalischen Lebens der Stadt Düsseldorf“

#### Kleiner Ibach-Saal und Ibach-Saal
Am 12. November 1906 wurde im Ibach-Haus der nach Plänen des Architekten Richard Hultsch errichtete „Kleine Ibach-Saal“ (Kammermusik) durch ein Konzert mit Willy Rehbergs und Henris Marteaus mit Violinsonaten von Schumann und Brahms eingeweiht. 1909 wurde Richard Hultsch damit beauftragt, den „Großen Ibach-Saal“ zu erbauen, der am 19. März 1910 eröffnet werden konnte. Der im Juni 1943 zerstörte Raum war „das kammermusikalische Zentrum der Stadt“. Er war für 360 Personen erbaut und im Stil des Neoklassizismus gestaltet worden.
Der „Düsseldorfer General-Anzeiger“ (21. März 1910) beschreibt die Einweihung des Ibach-Hauses mit seinem Saal, bei dem „Künstler von Weltruf“ auf dem Podium auftraten: Elisabeth Böhm van Endert von der Dresdner Hofoper sang Lieder von Schubert, Schumann und Wolf; Professor Carl Friedberg aus Köln spielte Brahms und Chopin; der russische Geiger Professor Alexander Petschnikoff aus Petersburg spielte die Kreutzersonate von Beethoven und Salonstücke von Saint-Saëns und Wieniawski; Dr. Otto Neitzel aus Köln musizierte am Flügel, Pianist Aldo Solito de Solis aus Mailand, anwesend war sein Lehrer Professor Vincenzo Appiani.
Das Ibach-Haus war ebenfalls der Versammlungs- und Aufführungsort der Mozart-Gemeinde, des Immermannbundes, des Bach-Vereins und der Gesellschaft der Musikfreunde. So wurde noch in den Jahren 1930 und 1937 im Düsseldorfer Adressbuch das Haus als Zentrum einer Musikgesellschaft geführt: „Gesellschaft der Musikfreunde e. V. Geschäftsstelle Ibach-Haus, Schadowstraße 52“.
Der Ibach-Saal hatte in Etagenhöhe eine Privatloge für die Familie Heinerdorff und Freunde, die von der Heinerdorff’schen Wohnung aus erreichbar war. Louise Dumont besaß ein Passe-Partout für die Privatloge; auch die Familie Ophüls und der Maler Eduard von Gebhard waren Besucher der Heinerdorff’schen Privatloge.
Düsseldorfer Juden trafen sich in den 1930er Jahren im Ibach-Haus, um Filme über Palästina – als künftigen Lebensmittelpunkt – anzusehen. In der Jüdischen Rundschau vom 21. Januar 1936 wurde der Film Das Land der Verheissung. Ein Palästina-Tonfilm angezeigt, der vom 25. bis zum 28. Januar 1936 im Ibach-Saal zu sehen war. Der zionistische Film wurde von der Urim Palestine Film Co. Ltd. Jerusalem hergestellt im Auftrag des Keren Hajessod, Jerusalem, und von der Palästina-Filmstelle der Zionistischen Vereinigung für Deutschland gezeigt. So verkörperte Palästina „zunehmend eine Gegenwelt zum jüdischen Alltag […]. Je hoffnungsloser die Situation in Deutschland, desto größer wurde das Interesse am Jischuw, der jüdischen Siedlung im britischen Mandatsgebiet Palästina. Mit Palästina verbanden sich – nicht nur für Zionisten – Begriffe wie Freiheit, Selbstverwirklichung, Zukunft. So erlebten viele Zionisten den Untergang der deutsch-jüdischen Welt als das Ende einer Epoche, der Zeit der Assimilation, und den Beginn einer alt-neuen Gemeinschaft von jüdischem Volk und Land Israel.“

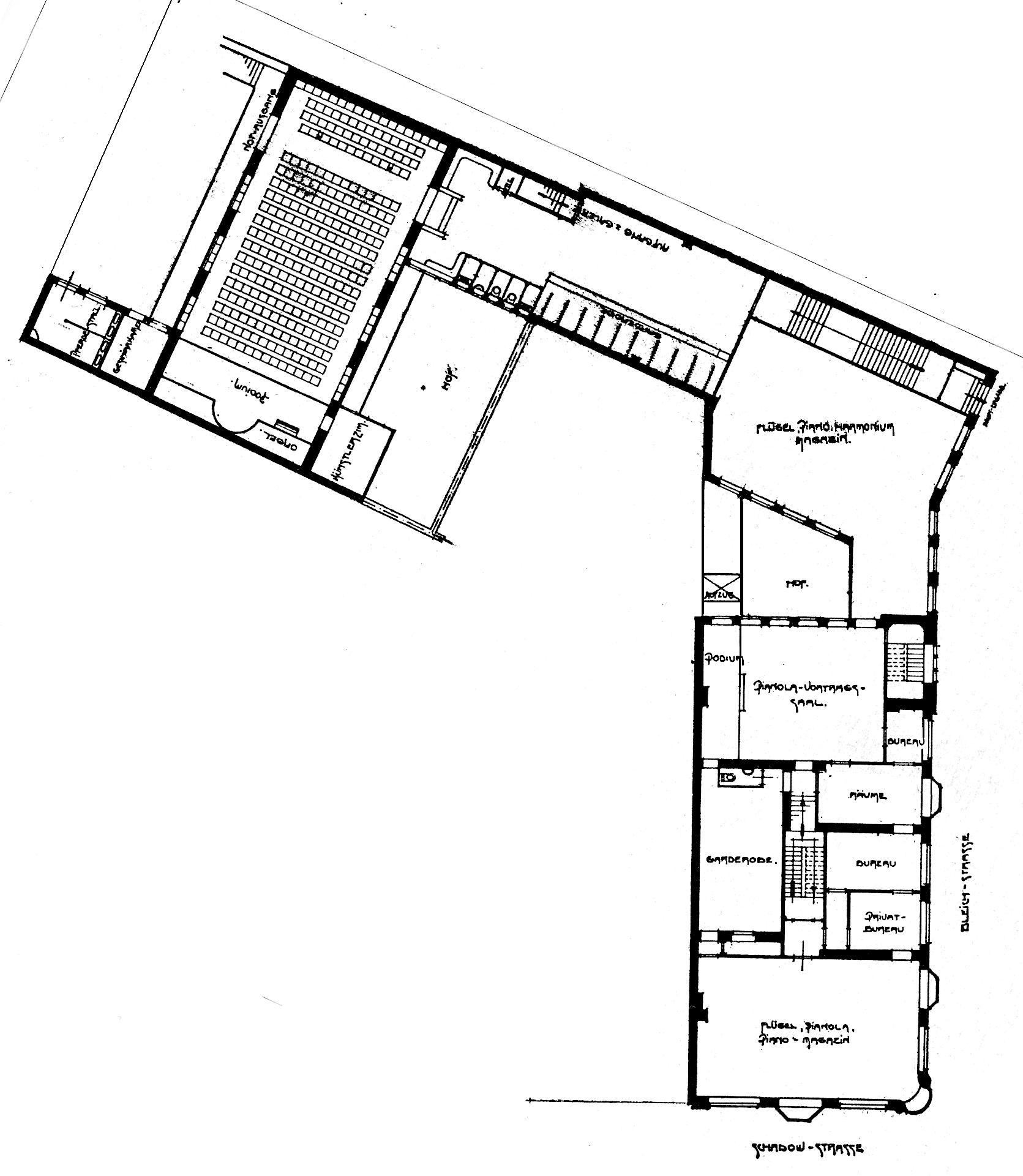
Grundriss mit angebautem Ibach-Saal
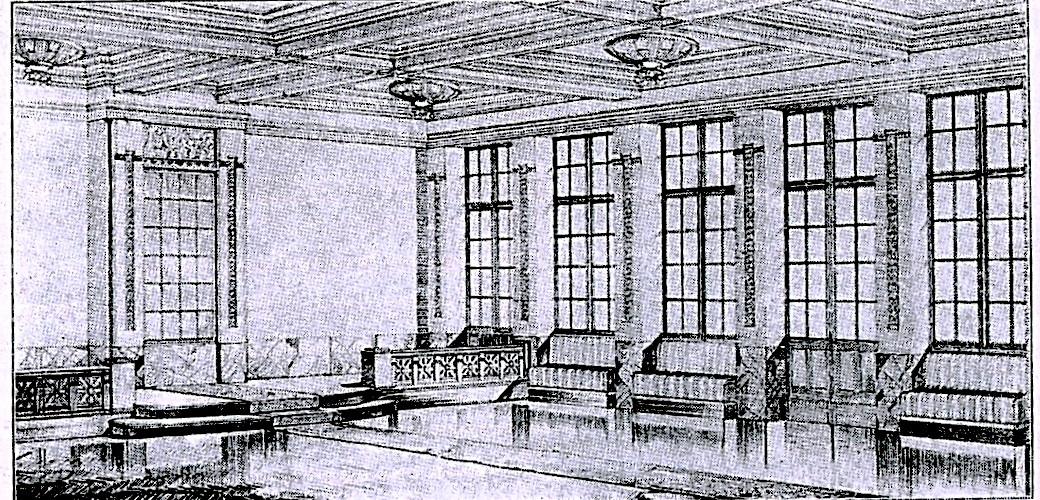
Kleiner Musiksaal, entworfen von Architekt Richard Hultsch
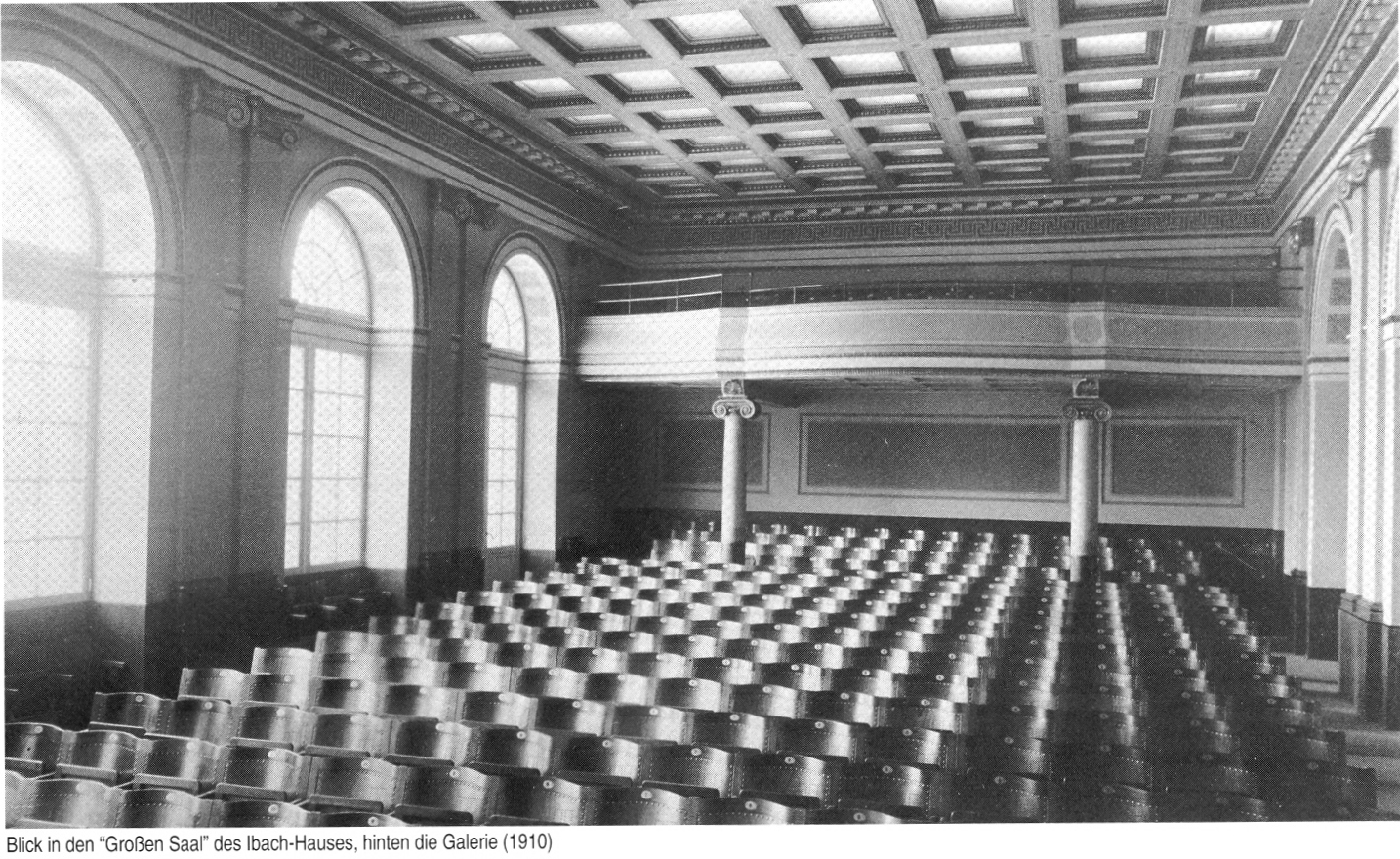
Ibach-Saal, Blick auf die Privatloge der Familie Heinerdorff in Etagenhöhe, die von der Heinerdorff’schen Wohnung aus erreichbar war
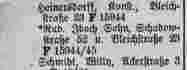
Rud. Ibach Sohn Schadowstraße 52 und Bleichstraße 23
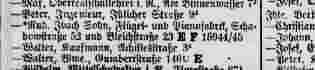
Rud. Ibach Sohn Flügel- und Pianofabrik, Schadowstraße 52 und Bleichstraße 23
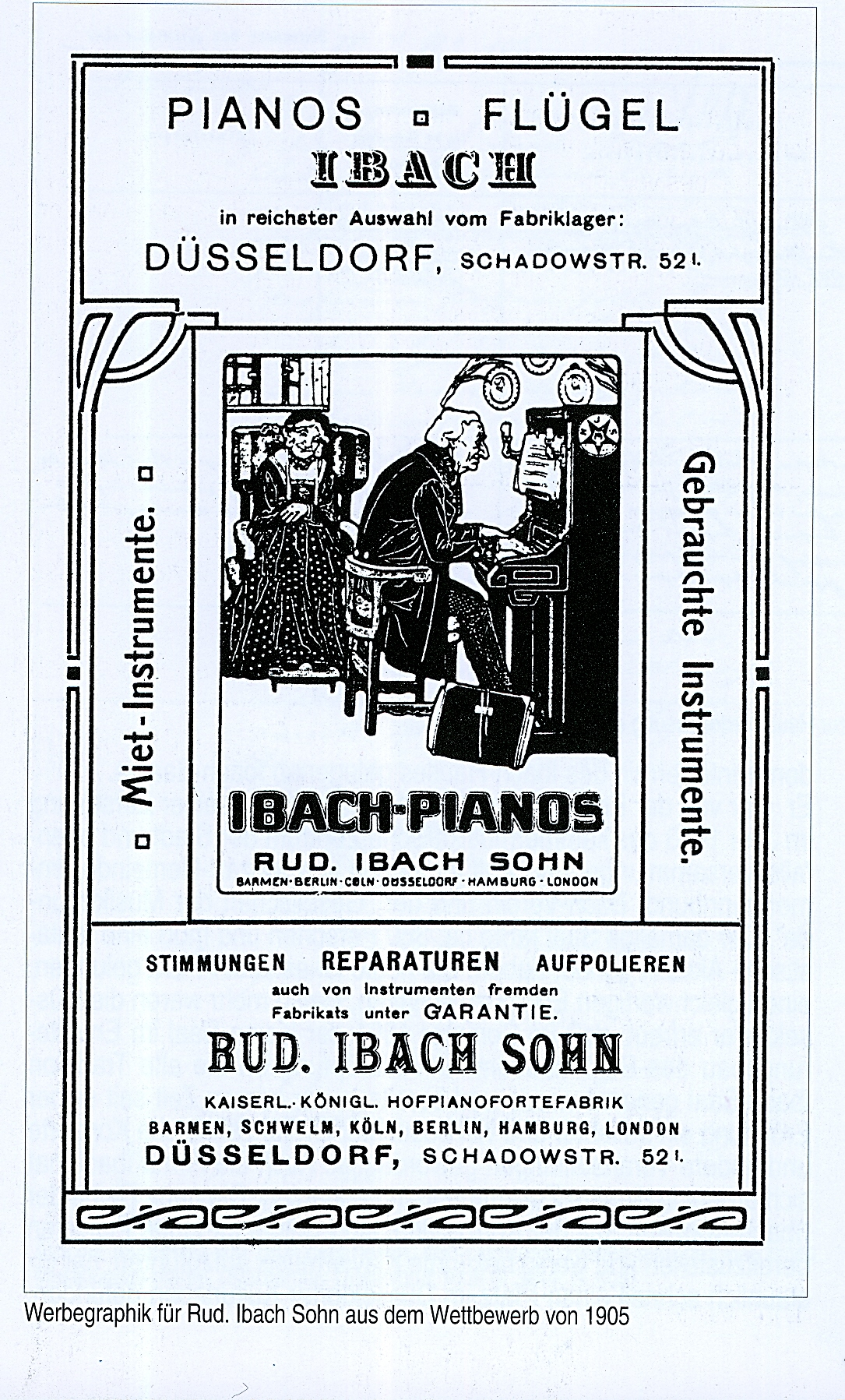
Ibach-Haus, Klavier-Geschäftshaus, Schadowstraße 52, Düsseldorf, Werbegraphik für Rud. Ibach Sohn, 1905
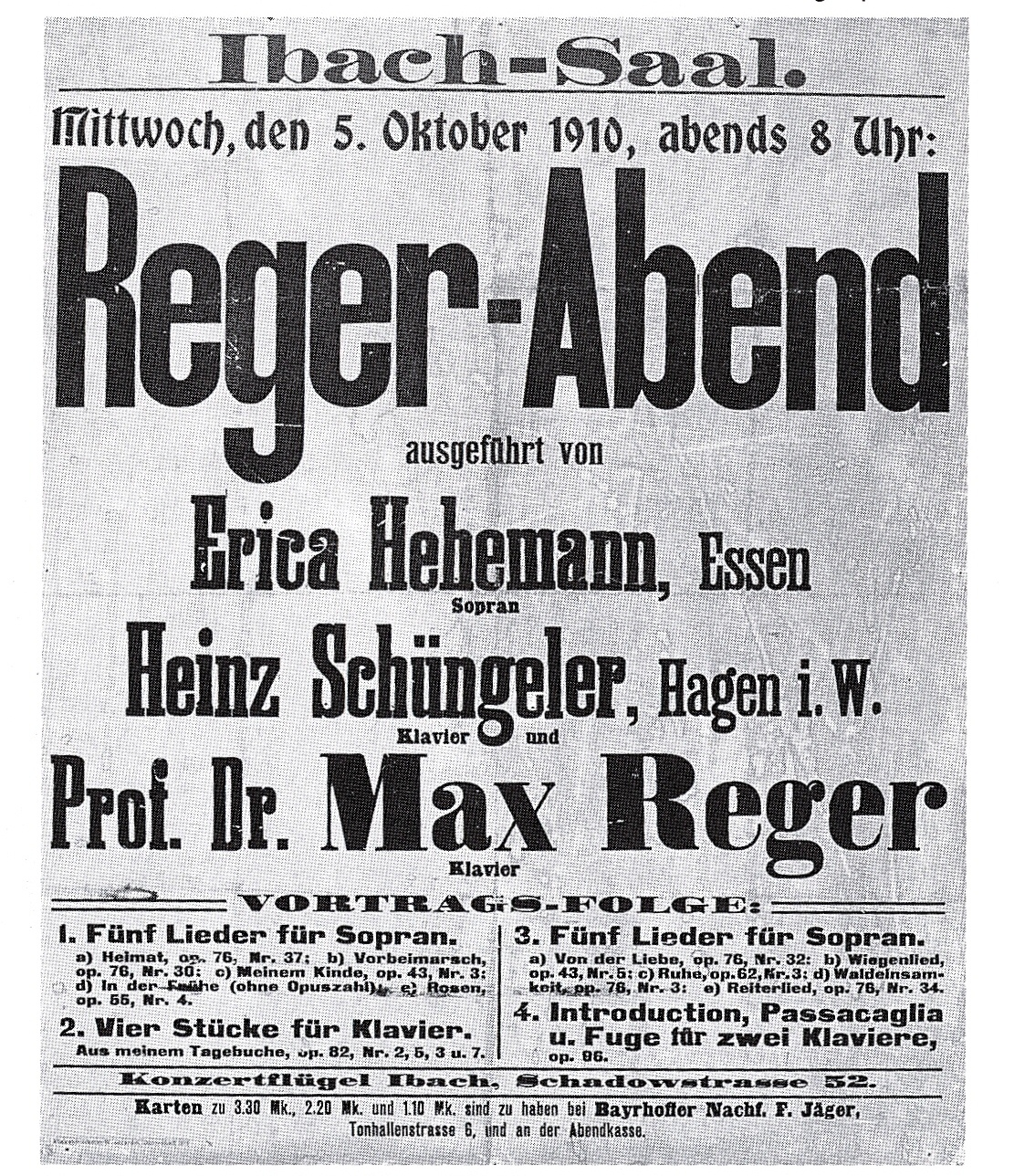
Konzertplakat, 1910 Ibach-Saal
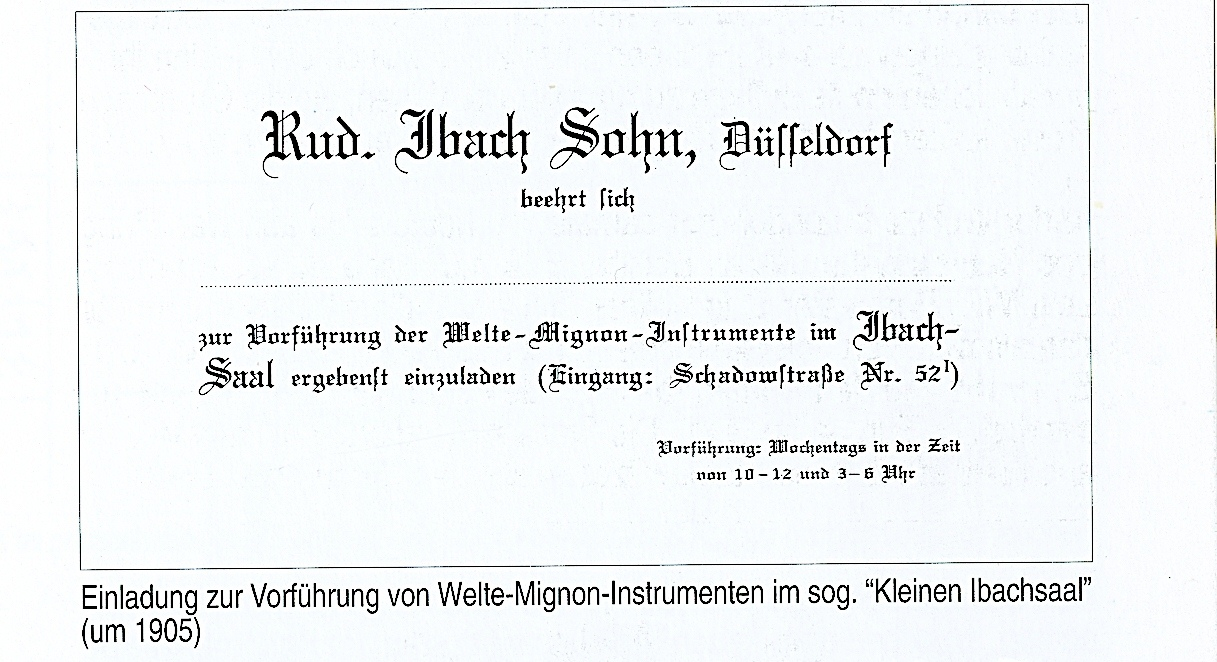
Einladung zur Vorführung von Welte-Mignon-Instrumenten im sog. Kleinen Ibachsaal 1905

### Michael Triltsch – Druck und Verlag
Ab 1938 war das Ibach-Haus Schadowstraße/Ecke Bleichstraße Sitz der Firma Michael Triltsch, die am 15. Juli 1939 in das Handelsregister eingetragen wurde. Der Drucker und Buchhändler Triltsch (* 11. August 1902, † 1971) stammte aus einer Würzburger Drucker- und Verleger-Familie. Nach den Luftangriffen 1943 konnte Triltsch erst ab 1950 die ersten Druckmaschinen im Ibach-Haus, im Kleinen Musiksaal, wieder in Betrieb nehmen.